# Jure Dolenc
George Dolenz ali George Dolentz, rojen Jure Dolenc, slovensko-ameriški igralec, * 5. januar 1908, Trst, Avstro-Ogrska, † 8. februar 1963, Hollywood.
Njegov sin je pevec in bobnar Micky Dolenz.

## Delna filmografija
| Leto | Naslov                            | Vloga                          | Opombe     |
| ---- | --------------------------------- | ------------------------------ | ---------- |
| 1941 | Unexpected Uncle                  | George, Colony Club Headwaiter | nepodpisan |
| 1942 | Take a Letter, Darling            | Assistant Headwaiter           | nepodpisan |
| 1943 | No Time for Love                  | Captain of Waiters             | nepodpisan |
| 1943 | Young Ideas                       | Pepe                           |            |
| 1943 | Fired Wife                        | Oscar Blix                     |            |
| 1943 | The Strange Death of Adolf Hitler | Herman Marbach                 |            |
| 1943 | She's for Me                      | Phil Norwin                    |            |
| 1943 | Moonlight in Vermont              | Lionel Devereau                |            |
| 1944 | Resisting Enemy Interrogation     | Capt. Volbricht                | nepodpisan |
| 1944 | In Society                        | Count Alexis                   |            |
| 1944 | The Climax                        | Amato Roselli                  |            |
| 1944 | Bowery to Broadway                | George Henshaw                 |            |
| 1944 | Enter Arsène Lupin                | Dubose                         |            |
| 1945 | Song of the Sarong                | Kalo                           |            |
| 1945 | Easy to Look At                   | Antonio                        |            |
| 1945 | The Royal Mounted Rides Again     | Constable 'Frenchy' Moselle    | serija     |
| 1946 | Girl on the Spot                  | Leon Lorenz                    |            |
| 1946 | Idea Girl                         | Wilfred Potts                  |            |
| 1946 | Night in Paradise                 | Frigid Ambassador              |            |
| 1947 | Song of Scheherazade              | Pierre, the Headwaiter         |            |
| 1950 | Vendetta                          | Lt. Orso Antonio della Rabia   |            |
| 1952 | My Cousin Rachel                  | Guido Rainaldi                 |            |
| 1953 | Scared Stiff                      | Mr. Cortega                    |            |
| 1953 | Wings of the Hawk                 | Col. Paco Ruiz                 |            |
| 1954 | The Last Time I Saw Paris         | Claude Matine                  |            |
| 1954 | Sign of the Pagan                 | Emperor Theodosius             |            |
| 1955 | The Racers                        | Count Salem                    |            |
| 1955 | A Bullet for Joey                 | Dr. Carl Macklin               |            |
| 1955 | The Purple Mask                   | Marcel Cadonal                 |            |
| 1957 | The Sad Sack                      | Ali Mustapha                   |            |
| 1959 | Timbuktu                          | Colonel Charles Dufort         |            |
| 1961 | Look in Any Window                | Carlo                          |            |
| 1962 | Four Horsemen of the Apocalypse   | Gen. von Kleig                 |            |